# Ljoedmila Prokasjeva
Ljoedmila Vjatsjeslavovna Prokasjeva (Russisch: Людмила Вячеславовна Прокашева) (Pavlodar (Sovjet-Unie), 23 januari 1969) is een voormalig langebaanschaatsster die uitkwam voor de Sovjet-Unie, GOS en Kazachstan.
Ljoedmila Prokasjeva was een goede lange afstand schaatsster. Ondanks haar mindere 500 meter eindigde ze toch eenmaal op het podium van een internationaal allroundkampioenschap. Op het WK Allround van 1995 in Savalen werd ze op ruime afstand van de Duitse Gunda Niemann tweede, voor de Nederlandse Annamarie Thomas. Op dit WK behaalde ze twee van haar drie afstandmedailles op het WK Allround, brons op de 3000m en zilver op de 1500m. In 1994 had ze haar eerste afstandmedaille veroverd, brons op de 5000m.
Met de introductie van de WK Afstanden in 1996 kon Prokasjeva zich gaan concentreren op de midden en lange afstanden, doordat er meer kansen op medailles kwamen. Gelijk bij de eerste editie in Hamar was het raak en veroverde ze de bronzen medaille op de 3000 meter. Olympisch succes behaalde Prokasjeva ook. Bij de Winterspelen van 1998 in Nagano werd ze op de 5000 meter derde.
Prokasjeva was in 1991 de laatste Nationaal Allroundkampioene van de Sovjet-Unie. In de voorgaande jaren werd ze hier 5e (1990), 8e (1989) en 6e (1988). In 1988 werd ze 12e bij het NK sprint. Hierna won ze de allround kampioenschappen van Kazachstan in 1993, 1994, 1995, 1996, 1997, 2000 en 2001. In 1996 won ze ook de NK sprint.

## Records

### Persoonlijke records
| Afstand    | Tijd    | Datum           | Baan           |
| ---------- | ------- | --------------- | -------------- |
| 500 meter  | 41,06   | 6 februari 1999 | Hamar          |
| 1000 meter | 1.17,74 | 3 maart 2001    | Calgary        |
| 1500 meter | 1.58,64 | 7 februari 1999 | Hamar          |
| 3000 meter | 4.05,01 | 2 maart 2001    | Calgary        |
| 5000 meter | 7.09,42 | 10 maart 2001   | Salt Lake City |

## Resultaten
| Jaar | Aziatische Winterspelen  | EK Allround | Olympische Spelen                     | Wereld Beker                           | WK Afstanden                  | WK Allround | WK Sprint |
| ---- | ------------------------ | ----------- | ------------------------------------- | -------------------------------------- | ----------------------------- | ----------- | --------- |
| 1990 |                          | 7e          |                                       |                                        |                               | 6e          |           |
| 1991 |                          | 8e          |                                       |                                        |                               |             |           |
| 1992 |                          |             | 31e 500m 10e 1500m 10e 3000m 5e 5000m | 32e 1000m 19e 1500m 23e 3k/5k          |                               | 4e          |           |
| 1993 |                          |             |                                       | 19e 1500m 17e 3k/5k                    |                               | 10e         |           |
| 1994 |                          |             | 4e 3000m 6e 5000m                     | 7e 1500m 4e 3k/5k                      |                               | 9e          |           |
| 1995 |                          |             |                                       | 4e 1500m 9e 3k/5k                      |                               | Zilver      |           |
| 1996 | 5e 1000m · 1500m · 3000m |             |                                       | 30e 500m 30e 1000m 12e 1500m 10e 3k/5k | 6e 1500m · 3000m              |             |           |
| 1997 |                          |             |                                       | 17e 1500m 11e 3k/5k                    | 9e 1500m 5e 3000m 5e 5000m    | 7e          |           |
| 1998 |                          |             | 11e 1500m · 7e 3000m · 5000m          | 21e 1500m 8e 3k/5k                     | NS 1500m 4e 3000m 4e 5000m    | 6e          | NS3       |
| 1999 |                          |             |                                       | 31e 1500m 21e 3k/5k                    | 14e 1500m 13e 3000m 11e 5000m | 10e         |           |
| 2000 |                          |             |                                       | 45e 1000m 20e 1500m 10e 3k/5k          | 12e 3000m NS 5000m            | 11e         |           |
| 2001 |                          |             |                                       | 46e 1000m 19e 1500m 11e 3k/5k          | 12e 3000m 6e 5000m            |             |           |
| 2002 |                          |             | 28e 1000m 16e 3000m NF 5000m          | 44e 1500m 45e 3k/5k                    |                               | NC19        |           |
| 2003 |                          |             |                                       | 43e 1500m 31e 3k/5k                    | 15e 3000m 12e 5000m           |             |           |

NC19 = niet gekwalificeerd voor de laatste afstand, maar wel als 19e geklasseerd in de eindrangschikking
NF = niet gefinisht
NS = niet gestart
NS3 = niet gestart op de 3e afstand

### Medaillespiegel
| Kampioenschap           | Goud | Zilver | Brons |
| ----------------------- | ---- | ------ | ----- |
| Aziatische Winterspelen | 2    | 0      | 0     |
| WK Allround             | 0    | 1      | 0     |
| Olympische Spelen       | 0    | 0      | 1     |
| WK Afstanden            | 0    | 0      | 1     |